# Poloka
Poloka is een dorp in het district Central in Botswana. De plaats telt 743 inwoners (2011).